# Rich Gordon
Richard S. Gordon (sinh ngày 3 tháng 7 năm 1948) là một chính khách Dân chủ Hoa Kỳ từ Menlo Park, California. Ông phục vụ trong Quốc hội California với tư cách là đại diện cho quận 24. Gordon trước đây từng là đại diện của Hội cho quận 21, Chủ tịch Hiệp hội các Quận California và là thành viên của Hội đồng Giám sát Quận San Mateo. Gordon đã công khai đồng tính trong toàn bộ sự nghiệp chính trị của mình. Năm 1992, ông là ứng cử viên đồng tính công khai đầu tiên trong lịch sử Quận San Mateo.

## Đời tư
Rich Gordon hiện đã kết hôn với bác sĩ Stanford Dennis McShane, cộng sự của ông từ năm 1982. McShane là một trong những người sáng lập một tổ chức quốc gia cho các bác sĩ đồng tính được gọi là Hiệp hội bác sĩ nhân quyền Hoa Kỳ, hiện được gọi là Hiệp hội y tế đồng tính nam và đồng tính nữ. Cặp đôi đã kết hôn tại bang California vào tháng 8 năm 2008, ngay trước khi Dự luật 8 được thông qua vào tháng 11 năm 2008, điều này đã cấm kết hôn đồng tính. Luật cuối cùng đã được phán quyết là vi hiến vào năm 2010 và phán quyết của tòa án đã có hiệu lực vào năm 2013.